# エーヤワディー川
エーヤワディー川（エーヤワディーがわ、Ayeyarwady）は、ミャンマー中央を流れる川。旧称イラワディ川、イラワジ川（Irrawaddy）。
ミャンマーで最も重要な川であり、パテイン他多くの河川港を擁する水運の要である。流域は411,000平方キロメートル（158,700平方マイル）を覆い、全長は2,170km（1,350マイル）である。最大の支流は、エーヤワディーデルタ中央部で合流するチンドウィン川で、ミャンマー北東部のナガ丘陵を水源としている。
ヒマラヤ山脈の南端を源泉として、ミャンマーを北から南に縦断し、9本に分かれて広大なデルタ地帯を形作りマルタバン湾に流れ込む。鉄道や道路が整備される前の植民地時代には、「マンダレーへの道」と呼ばれていた。
語源は、サンスクリット語で「象の川」を意味する airavati から来ていると推定されている。1989年に連邦政府は、この河川の英語表記を、古ビルマ語の発音に由来する Irrawaddy から、現代ビルマ語の発音に近い Ayeyarwady に改称した。それに合わせて日本語での表記もイラワディ川、イラワジ川からエーヤワディー川に変わりつつあり、または併記されることも多い。
河口付近には、川から名前を取られたイラワジイルカ（カワゴンドウ）のほか、タイマイ、バタグールガメ、オバシギ、カラフトアオアシシギ、アオウミガメ、ドール、ヒメウミガメ、スナドリネコ、コハゲコウ、イリエワニなどが生息している。マングローブが密生する三角州南部の一部は2017年にラムサール条約登録地となった。ただし、マングローブの植物はウラジロナツメヤシに取り替えられる趨勢が見られる。

## 支流
- チンドウィン川

## ダム
水量が豊かな大河川であるが、水利用を目的とした大規模開発は行われてこなかったが、2006年、中国と共同でカチン州にミッソンダムを建設する計画が明らかになった。ダムは発電を主目的とし、ダム高152m、ダムの水を利用した水力発電所の最大出力は600万キロワットに達する大規模なもので、総事業費36億ドルに達する巨大プロジェクトであったが、環境破壊への危惧や移転を余儀なくされる地域住民の反発に加え、ダム建設に反対するカチン独立軍と国軍が戦闘状態になるなど国内は混乱を極めた。2011年にミャンマー側から中止の決定が下された。

## 主な橋
- アヴァ橋 - インワ（英語版）（旧・アヴァ）とサガインを結ぶ鉄道道路併用橋。